# Galleria del Lupacino
La galleria del Lupacino è un tunnel ferroviario di 7515 m posto sulla ferrovia Lucca-Aulla.
Alle sue estremità sono situate le stazioni di Piazza al Serchio, e quella di Minucciano. La galleria è stata inaugurata il 21 marzo 1959 dall'allora presidente della Repubblica italiana Giovanni Gronchi: tale data, dopo 119 anni dai primi studi di fattibilità, ha segnato la conclusione dei lavori per il completamento della ferrovia della Garfagnana. Durante la costruzione della galleria, a causa di incidenti sul lavoro, sono deceduti sette operai, ricordati da una lapide commemorativa.